# Glyphonycteris sylvestris
Glyphonycteris sylvestris је врста слепог миша из породице Phyllostomidae.

## Распрострањење
Врста је присутна у Боливији, Бразилу, Венецуели, Гвајани, Колумбији, Костарици, Мексику, Никарагви, Панами, Перуу, Суринаму, Тринидаду и Тобагу, Француској Гвајани и Хондурасу.

## Станиште
Врста Glyphonycteris sylvestris има станиште на копну.

## Угроженост
Ова врста није угрожена, и наведена је као последња брига јер има широко распрострањење.

### Популациони тренд
Популациони тренд је за ову врсту непознат.